# Schirden

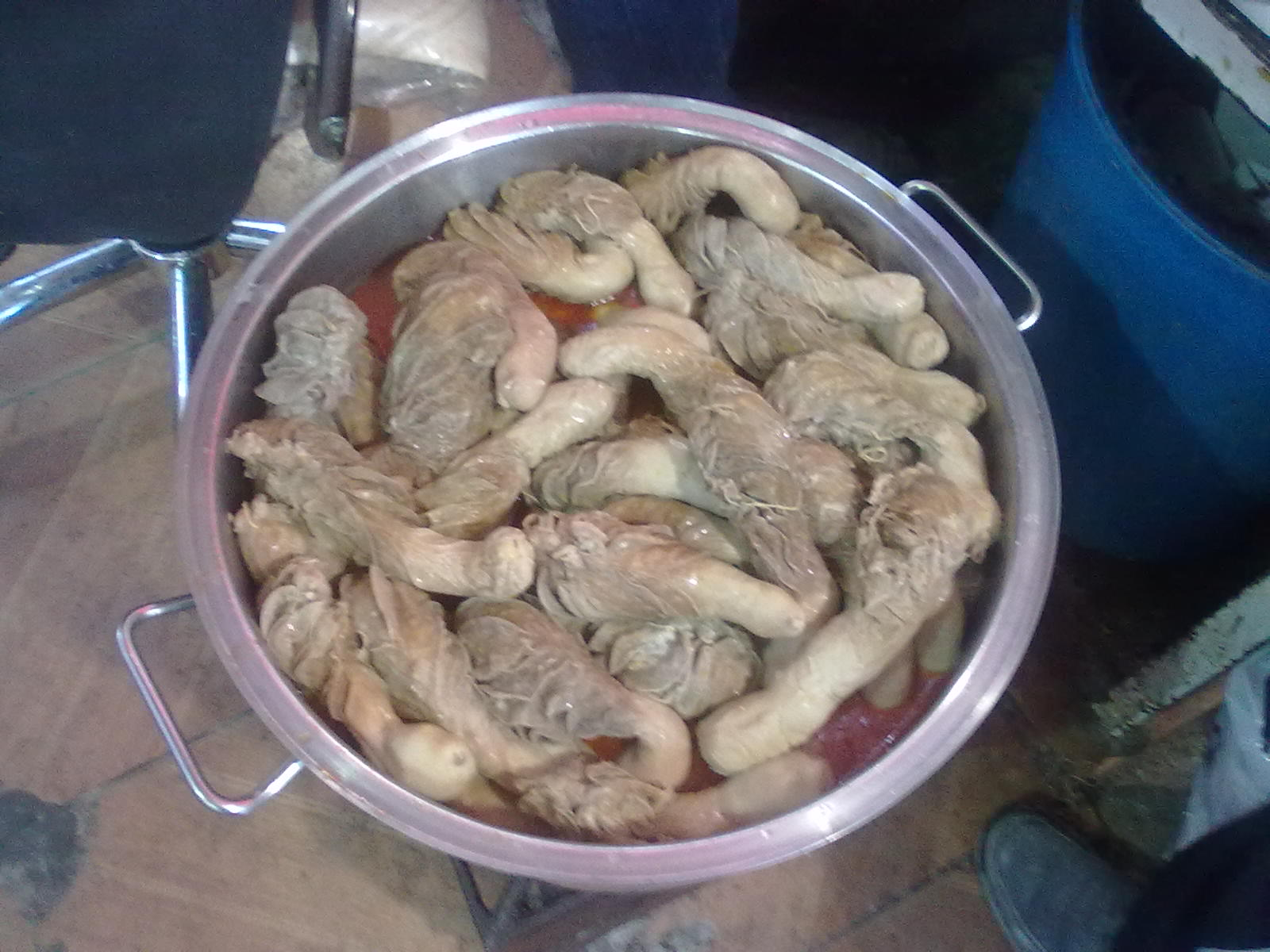
Mehrere Şırdan (Labmägen) im Kessel

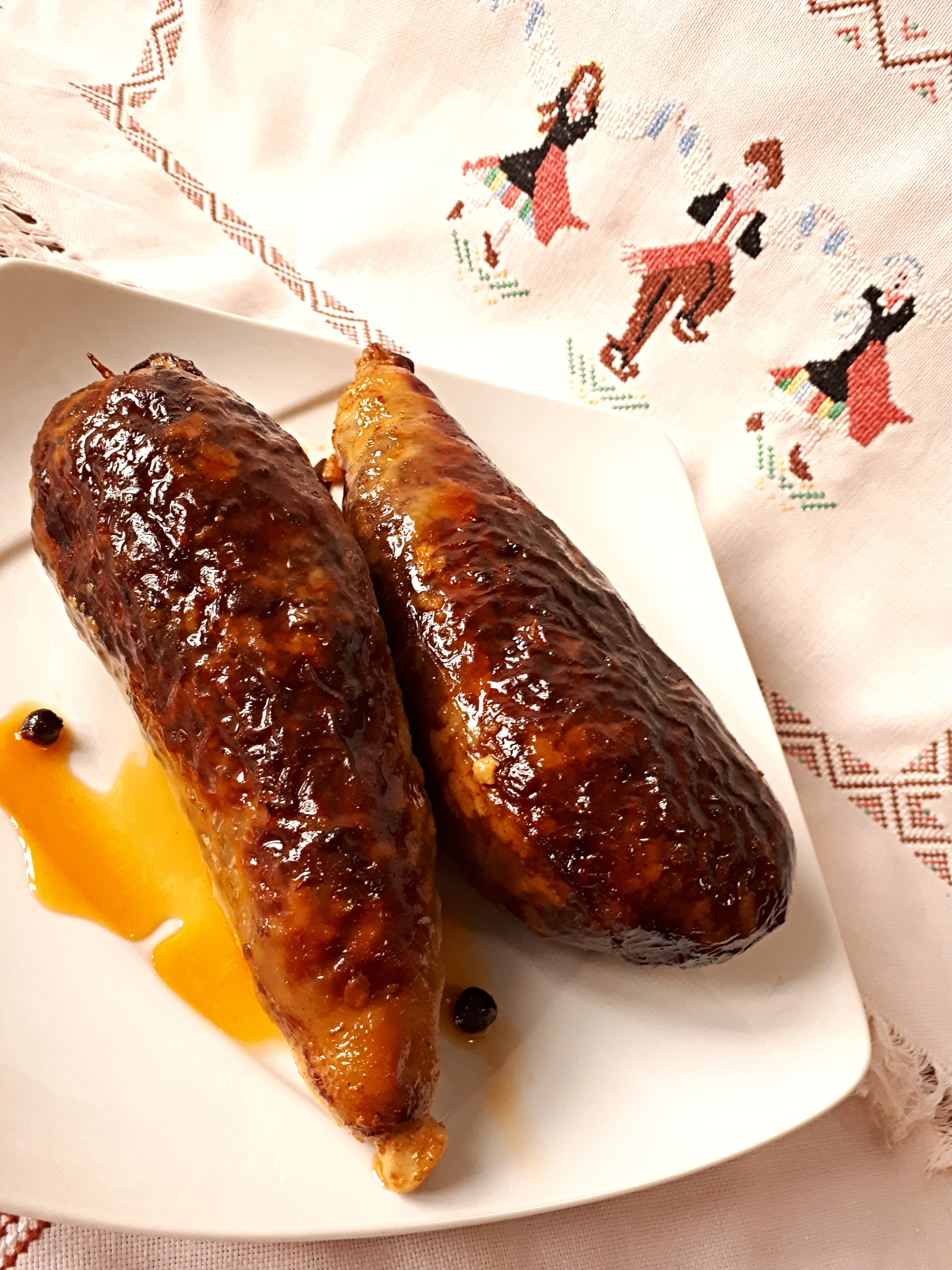
Shirden – Gefüllter Lammmagen – gefüllt mit Fleisch, Salz, Pfeffer, rotem Pfeffer, Piment, Zwiebeln, Reis

Širden (türkisch, auch: Şırdan dolmasi, usbekisch: Şırdon, tschuwaschisch: Şartan) ist eine Spezialität der türkischen Küche: ein mit Reis und Hackfleisch gefüllter Labmagen vom höchstens einjährigen Schaf. In der türkischen Sprache meint das Wort sowohl das Organ als auch das daraus zubereitete Gericht, welches das ganze Jahr über als Street Food verkauft wird.
Eine Füllung aus Pilaf, gehacktem Fleisch und Talg wird in Labmägen gefüllt, die zugenäht und dann in Wasser mit etwas Tomatenmark gekocht werden. Das Gericht wird sofort heiß und mit Kreuzkümmel bestreut serviert. Während der Zeit des Osmanischen Reiches bestand die Füllung aus den gehackten Innereien des Tieres.
Širden haben eine phallusähnliche Form und sind ca. 20–25 cm lang. Der Geruch der Speise wird als stechend beschrieben.